# Walter Theil (Politiker)
Walter Theil (* um 1924; † Januar 2005) war ein deutscher Kommunalpolitiker der SPD und Bürgermeister von Barsinghausen.

## Leben
Walter Theil war von Juni 1964 bis März 1980 Barsinghäuser Bürgermeister. Der Sozialdemokrat wurde anfangs ohne Gegenstimmen in sein Amt gewählt und während dreier weiterer Amtsperioden dreimal einstimmig und ohne Gegenkandidaten in seinem Amt bestätigt.
Nach dem Ende seiner politischen Laufbahn widmete sich Theil ehrenamtlich den Städtepartnerschaften Barsinghausen, vor allem mit der französischen Stadt Mont-Saint-Aignan.
1999 wurde Theil die Barsinghäuser Ehrenbürgerwürde verliehen. Zudem wurde er mit der zuvor noch nie verliehenen goldenen Ehrennadel mit Brillanten ausgezeichnet.
Walter Theil starb im Alter von 81 Jahren.

## Bürgermeister-Theil-Weg

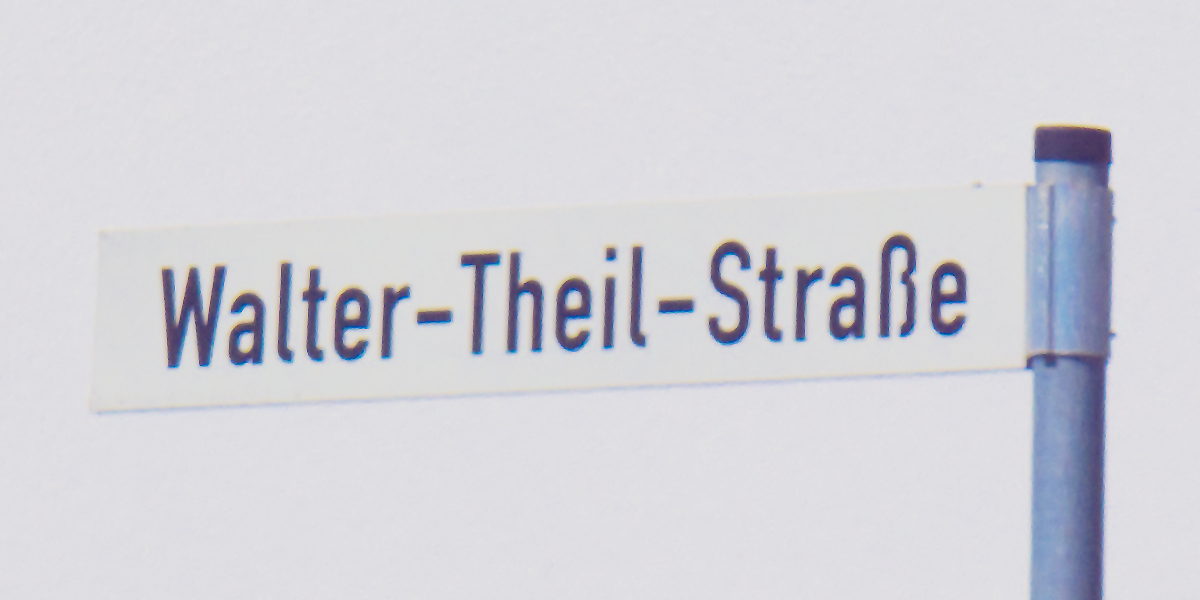
Straßenschild Walter-Theil-Straße

Die Stadtverwaltung Barsinghausen schlug Anfang Oktober 2015 für das seinerzeit geplante Neubaugebiet Niedermühlenteich westlich der Erfurter Straße die Benennung der quer durch die Siedlung führende Straße in Bürgermeister-Theil-Weg zur Erinnerung an den Sozialdemokraten vor. Eine westlich von der Erfurter Straße abgehende Stichstraße heißt heute Walter-Theil-Straße.